# Las Presas
Las Presas (en catalán y oficialmente Les Preses) es un municipio y localidad española de la provincia de Gerona, en la comunidad autónoma de Cataluña. El término municipal, ubicado en la comarca de la Garrocha, tiene una población de 1925 habitantes (INE 2024).

## Geografía
Limita por el norte con la sierra de Corb cuyo Puig Rodó (936 m) es el punto más elevado del término que se extiende por la plana de Bas desde la cabecera del río Fluviá, enclavado dentro del parque natural de la Zona Volcánica de la Garrocha.
Forman parte del municipio las entidades de población de:
- Las Presas
- Bellaire
- La Boada
- Bosc de Tosca
- Pladevall
- Pocafarina
- Sant Miquel del Corb

## Historia
Antiguamente era conocido como San Pedro de las Presas. Perteneció dentro del vizcondado de Bas al monasterio de Bages. La leyenda del pueblo dice que había un gran lago que ocupaba toda la plana de Bas.

## Demografía
Las Presas cuenta con una población de 1925 habitantes (INE 2024).
| Gráfica de evolución demográfica de Las Presas entre 1842 y 2021 |
| |
| Población de derecho según los censos de población del INE Población de hecho según los censos de población del INEEn estos censos se denominaba San Pedro de las Presas: 1842, 1857 y 1860 En estos censos se denominaba Las Presas: 1877, 1887, 1897, 1900, 1910, 1920, 1930, 1940, 1950, 1960, 1970 y 1981 |

| 1497 | 1515 | 1553 | 1717 | 1787 | 1857 | 1877 | 1887 | 1900 |
| ---- | ---- | ---- | ---- | ---- | ---- | ---- | ---- | ---- |
| 22   | 27   | 28   | 313  | 466  | 1218 | 1013 | 997  | 990  |

| 1910 | 1920 | 1930 | 1940 | 1950 | 1960 | 1970 | 1981 | 1990 |
| ---- | ---- | ---- | ---- | ---- | ---- | ---- | ---- | ---- |
| 901  | 1143 | 1137 | 1178 | 1013 | 1003 | 1131 | 1393 | 1316 |

| 1992 | 1994 | 1996 | 1998 | 2000 | 2002 | 2004 | 2006 | — |
| ---- | ---- | ---- | ---- | ---- | ---- | ---- | ---- | - |
| 1294 | 1305 | 1327 | 1320 | 1373 | 1511 | 1644 | 1692 | — |

## Economía

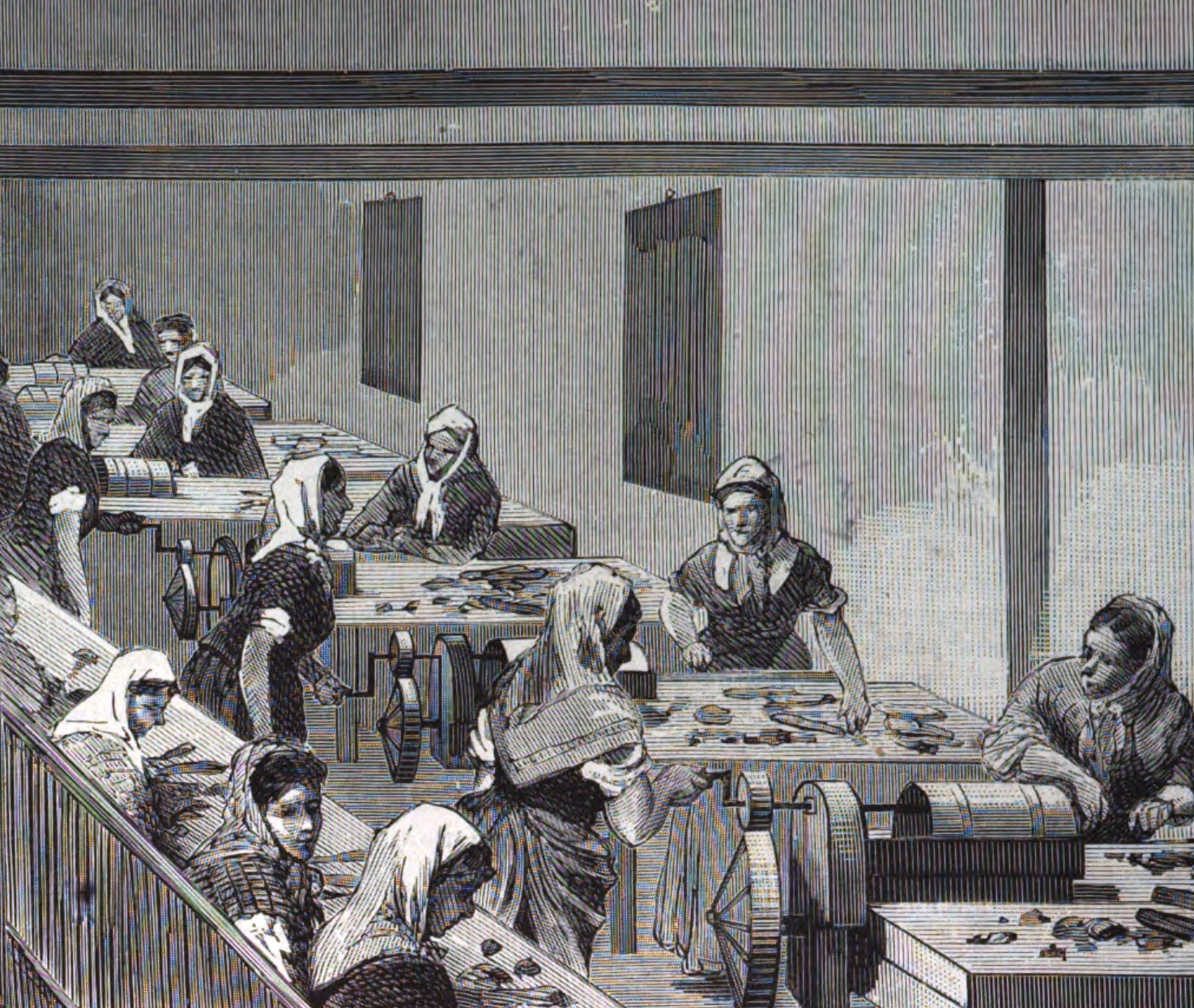
Trabajadoras en una fábrica de salchichón del municipio en la segunda mitad del

Economía basada en la agricultura y la ganadería bovina y porcina. Posee industrias de embutidos, plásticos y material de construcción. Turismo importante, atraído por la reserva natural del volcán Racó, con un cráter circular de 140 m de diámetro, y las áreas del Corb y del bosque de Tosca, con formaciones de lava porosa.

## Patrimonio
- Iglesia de San Pedro. Neoclásica del siglo XVIII, destaca sus dos campanarios cubiertos con cerámica.
- Iglesia de San Miguel del Corb. Románica.
- Iglesia de San Martín. Románica.